# Forza Motorsport (игра, 2005)
Forza Motorsport — видеоигра в жанре автосимулятор, разработанная Turn 10 Studios и изданная компанией Microsoft Game Studios эксклюзивно для игровой приставки Xbox в 2005 году. Выход состоялся 3 мая на территории США, 12 мая — в Японии и 13 мая — в Европе. Проект является первым в серии игр Forza Motorsport.

## Игровой процесс
В игре представлен 231 лицензированный автомобиль от известных мировых производителей, а также присутствуют гоночные прототипы, такие как Audi R8 LMS. В игре машины разделены на 6 классов.
Важной отличительной чертой Forza Motorsport от Gran Turismo (основного конкурента серии) является реалистичная модель повреждений автомобиля, которая не только отображается в виде деформации кузова машины, но и влияет на её работоспособность.
Одной из особенностей является возможность изменять внешний вид автомобиля: от выбора цвета до создания своих собственных иконок и знаков. Набор инструментов довольно сложен для использования новичками, однако при правильном использовании можно создать яркий уникальный дизайн. Например, можно сделать достаточно похожую копию реально существующего гоночного автомобиля, либо создать дизайн самому.
В игре представлено большое количество реально существующих гоночных трасс от Mazda Laguna Seca до Нюрбургринг Нордшляйфе.

## Оценки и мнения
| Сводный рейтинг       | Сводный рейтинг |
| Агрегатор             | Оценка          |
| --------------------- | --------------- |
| GameRankings          | 93,05 %         |
| Metacritic            | 92/100          |
| Иноязычные издания    |                 |
| Издание               | Оценка          |
| 1UP.com               | A+              |
| Eurogamer             | 9/10            |
| GamePro               | [ 6 ]           |
| GameSpot              | 9,2/10          |
| GameSpy               | [ 8 ]           |
| IGN                   | 9,5/10          |
| TeamXbox              | 9,8/10          |
| Русскоязычные издания |                 |
| Издание               | Оценка          |
| «Страна игр»          | 8,5/10          |

Forza Motosport получила множество похвальных отзывов от журналистов. На сайте GameRankings игра имеет среднюю оценку 93,05 %, а на Metacritic — 92/100.